# دريم بارك
دريم بارك هي مدينة ملاهي تقع على طريق الواحات، بمدينة السادس من أكتوبر بمحافظة الجيزة على بعد 8 كم من أهرام الجيزة. تعتبر من أكبر مدن الملاهي في الشرق الأوسط حيث أنشأت على مساحة 150 فدان، وهي أحد مشروعات أحمد بهجت وتم افتتاحها في عام 1999 وتم تصميمها عن طريق الشركة الكندية (Forrec) والتي قامت بتصميم (universal Studio). تتسع مدينة ملاهي دريم بارك لعدد 30000 زائر يوميا وتضم مجموعة كبيرة من الألعاب الترفيهية المختلفة لجميع المراحل العمرية.

## الموقع
دريم بارك هي جزء من مدينة دريم لاند والتي تتكون من (مول تجاري، سينما دريم، ملاعب للجولف، نادى بيجاسوس، نادي الفروسية، فندق هيلتون دريم، فندق هلنان، فندق سويس ان). وتقع المدينة على طريق الواحات، بمدينة السادس من أكتوبر بمحافظة الجيزة على بعد 8 كم من أهرام الجيزة ويواجهها مدينة الفردوس وحي الأشجار ومدينة الإنتاج الإعلامي وفندق موفنبيك، وهي قريبة جداً من حدائق الأهرام، ومدينة الشيخ زايد، وطريق مصر الإسكندرية الصحراوي والقرية الذكية.

## تخطيط المدينة
تتكون المدينة من سبع مناطق تحتوي كلاً منها على مجموعة من الألعاب التي تناسب كافة الأغمار والأذواق وهي (ميرامار، البلاذا، الأطفال، الموفي، الانشنت، منطقة الأطفال الجديدة، منطقة التكنو) بالإضافة إلى مجموعة من المطاعم والمحال المختلفة.

## انتقال ملكية المدينة
يدور حالياً نزاع قضائي حول تسليم أصول «دريم لاند» بما فيها مدينة دريم بارك المملوكة لرجل الأعمال احمد بهجت إلى الشركة المصرية لإدارة الأصول العقارية المملوكة للبنك الأهلي المصري وبنك مصر، مقابل سداد المديونيات المستحقة عليه للبنكين.

## معرض صور

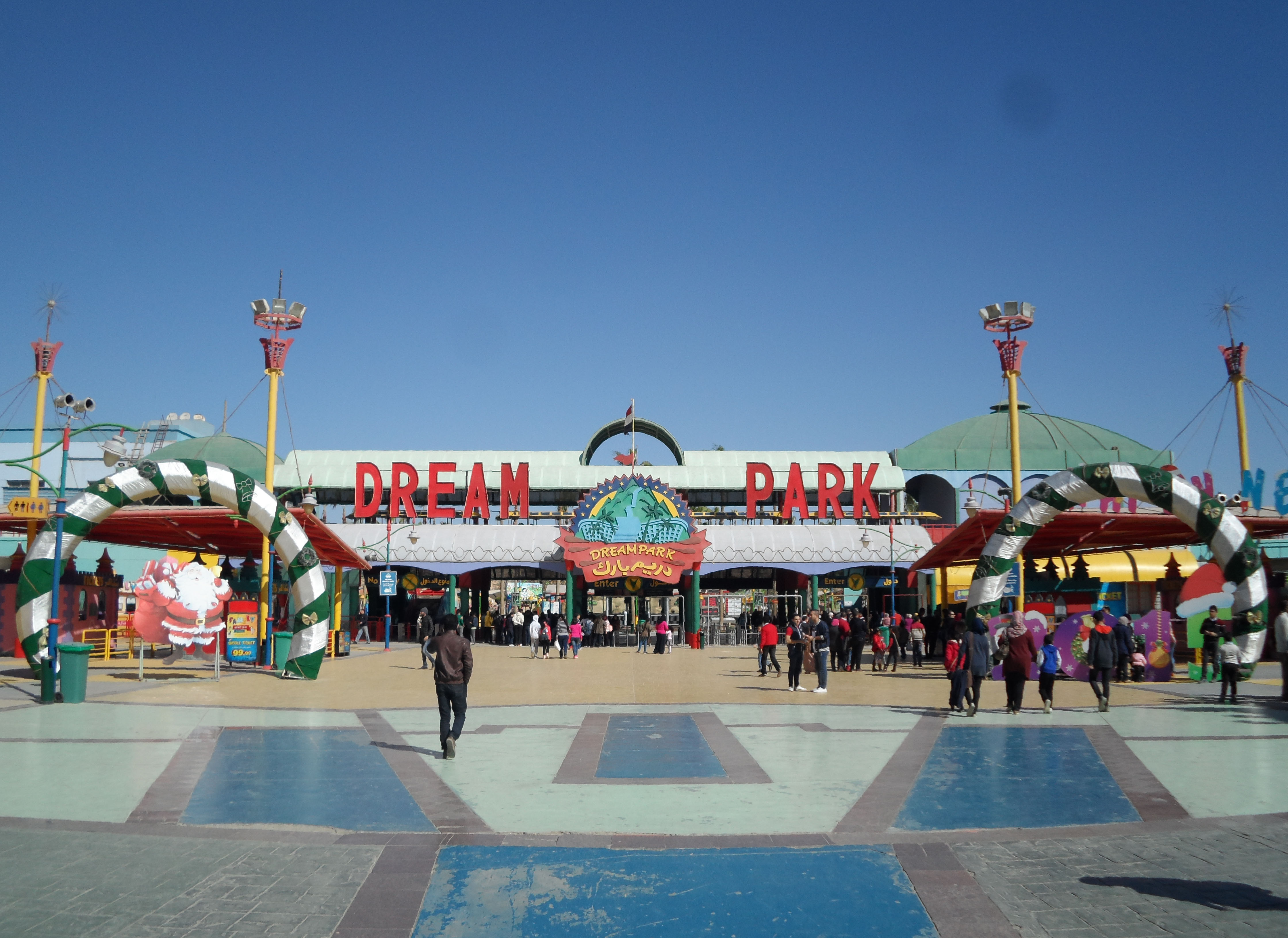
مدخل دريم بارك
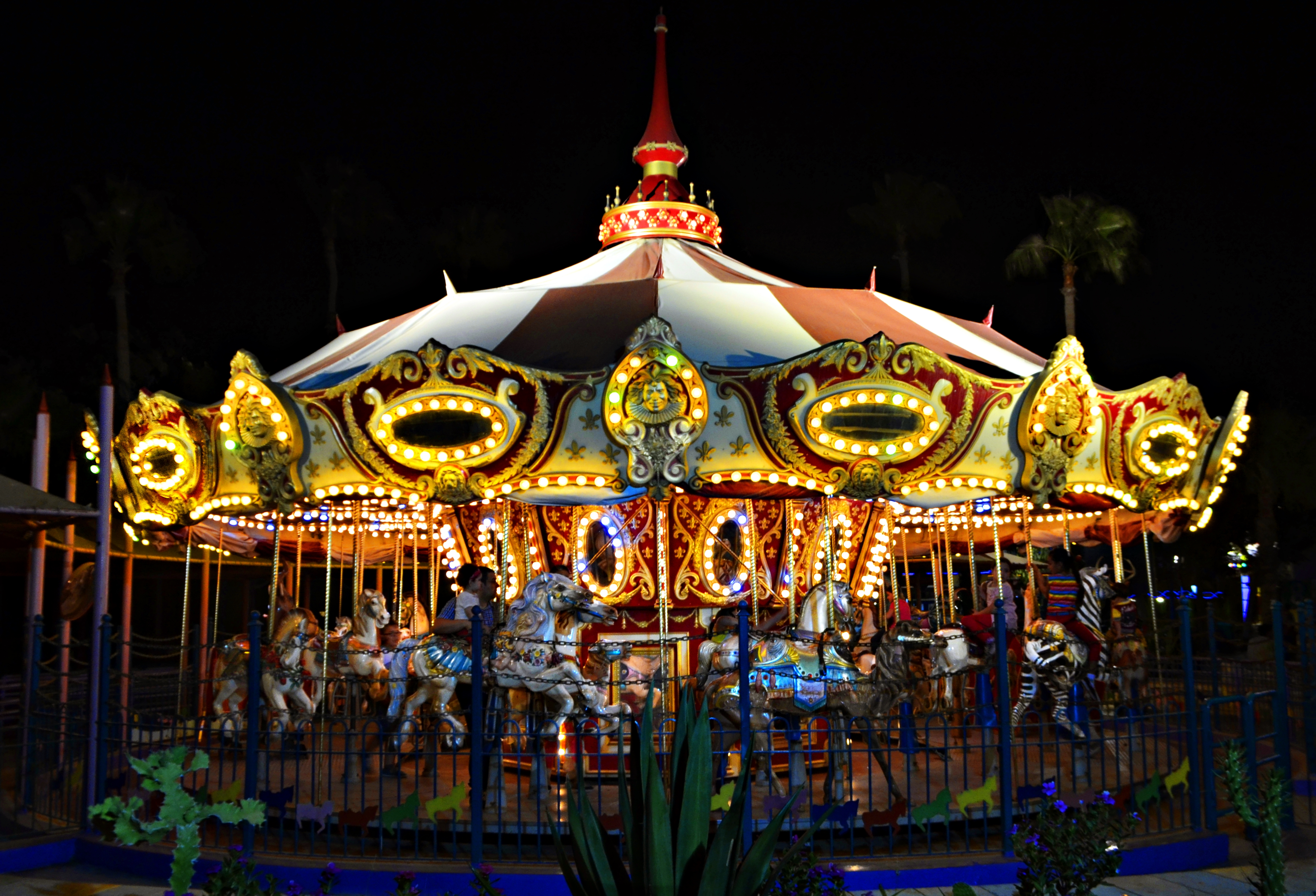
لعبة دوامة الخيل بدريم بارك
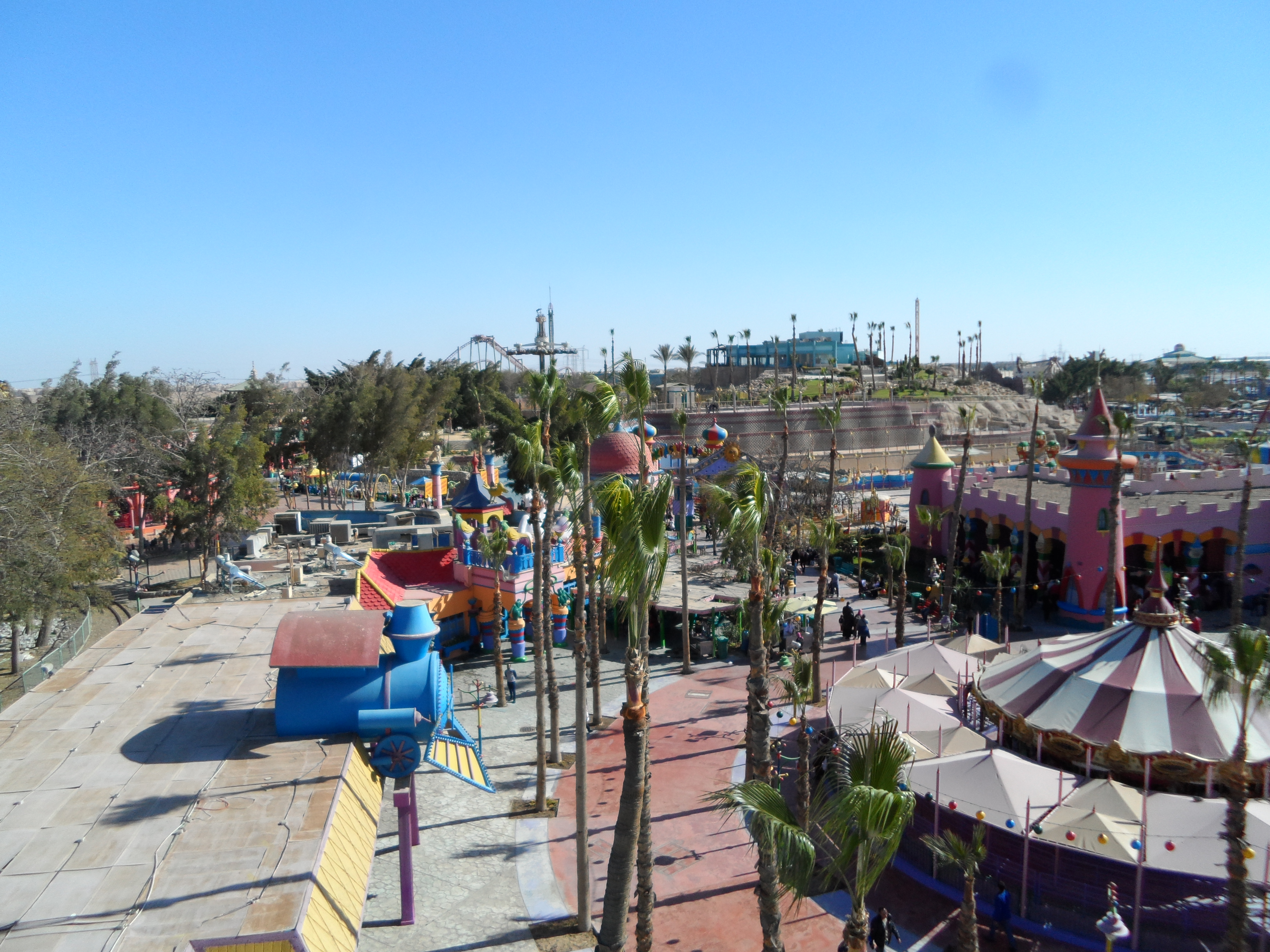
ألعاب داخل المدينة
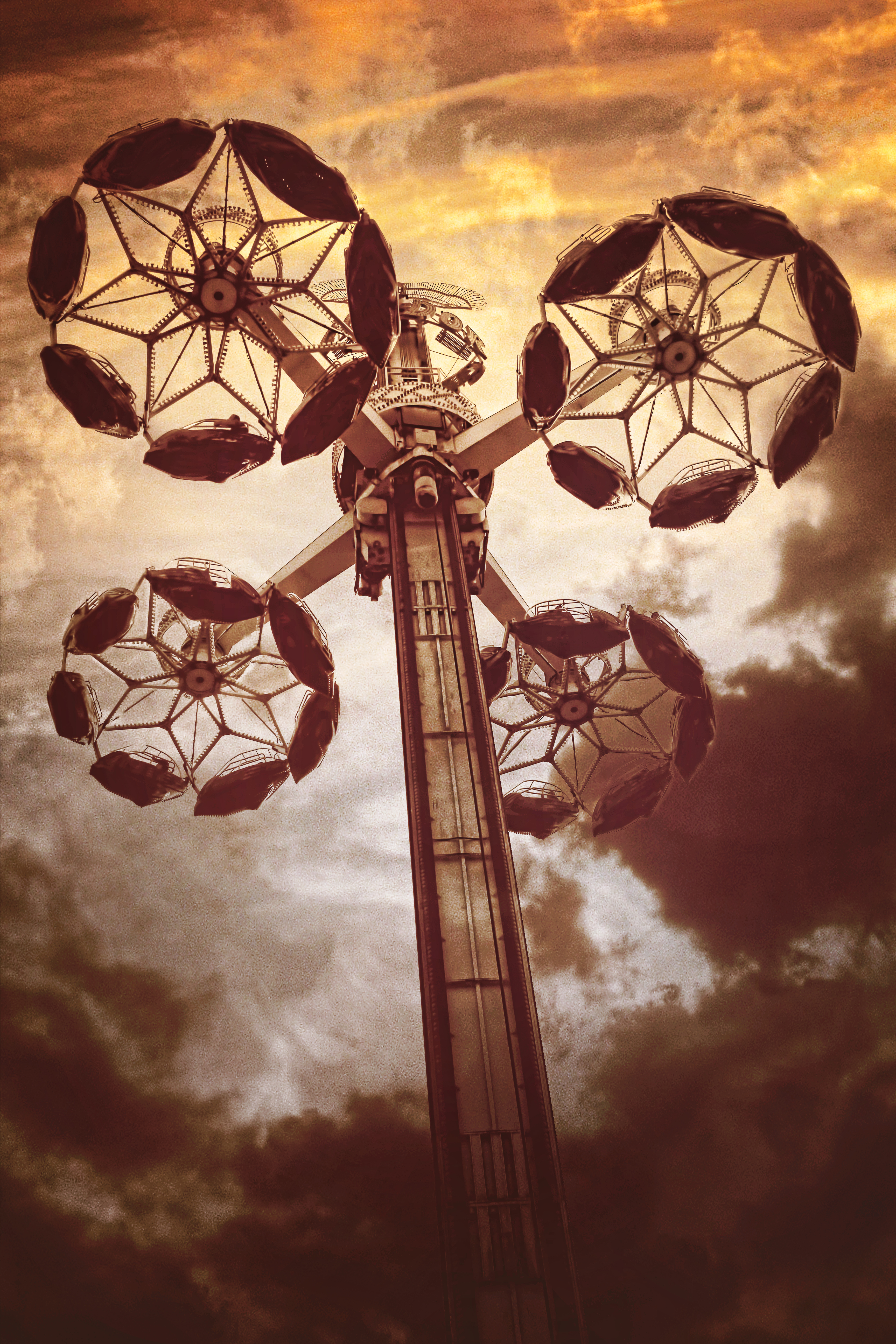

## وصلات خارجية
- صفحة المدينة على فيسبوك